# Cidlinská (Praha)
Cidlinská je ulice v Kyjích a Hloubětíně na Praze 14, která spojuje křižovatku ulic V Chaloupkách a Poříčanská s ulicí Nedvědickou. Má přibližný severojižní průběh. V katastrálním území Hloubětín leží pouze zaoblený nejsevernější úsek, zbytek přináleží ke Kyjím. Ústí do ní ulice Maršovská ze západu a Jaroslavická z východu.

## Historie a názvy
Do roku 1968, kdy byly Kyje připojeny k Praze, se nazývala Fibichova podle českého hudebního skladatele, sbormistra a dramatura Zdeňka Fibicha (1850–1900). Poté byla nazvána podle řeky Cidliny, která je pravostranným přítokem Labe u Poděbrad a jejíž převážná část se nachází v Královéhradeckém kraji. Vedle například Rochovské, Oborské, Krylovecké nebo Kardašovské patří do velké skupiny ulic na východě Hloubětína a v sousedních Kyjích, jejichž názvy připomínají vodstvo (řeky a rybníky).

## Zástavba a charakter ulice
Zástavbu tvoří především jedno a dvoupatrové rodinné domy se zahradami. Západně od hloubětínského úseku je zeleň přírodního parku Smetanka. Zatímco v hloubětínském úseku je povrch ulice z asfaltu a nejsou tam chodníky, v kyjském úseku má ulice povrch ze zámkové dlažby a po obou stranách jsou chodníky (stav 2019). V kyjském úseku je ulice opatřena dopravní značkou obytná zóna. Ulice je v celém profilu jednosměrná.